# آنژلینا (بازیکن فوتبال)
آنژلینا (پرتغالی: Angelina؛ زادهٔ ۲۶ ژانویهٔ ۲۰۰۰) بازیکن فوتبال اهل برزیل است.
از باشگاه‌هایی که در آن بازی کرده است می‌توان به باشگاه فوتبال اورلندو پراید، باشگاه فوتبال زنان سانتوس، و باشگاه فوتبال رین اشاره کرد.
وی همچنین در تیم ملی فوتبال زنان برزیل بازی کرده است.